# 鈴木秀明 (キックボクサー)
鈴木 秀明（すずき ひであき、1976年1月1日 - ）は、日本の男性キックボクサー。愛知県瀬戸市出身、東京都在住。身長169cm。元全日本キックボクシング連盟フェザー級王座、元ニュージャパンキックボクシング連盟フェザー級、元IWMジュニアライト級王者。2000年12月引退。
得意技はローキック。勇気あるファイトでファンの心を掴んだ。全日本キック、ニュージャパンキックで王者となっただけではなく、ムエタイ戦士との名勝負と歴史的勝利を幾多にも重ねたため、ムエタイキラーとして名を馳せた。対ムエタイの主な戦績としては、切り裂き魔の異名を持つカチャスックに日本人として初勝利を挙げ、ラジャのランカーであるターチャナに2RTKO勝ちの快挙、タイの国民的英雄のルンピニー・スタジアムのジュニアフェザー級王者のアタチャイとは激闘の末、惜しくも判定負けしたものの、ムエタイ3冠王ソッドに3RKO勝ち。

## 来歴

### プロキックボクサー時代
1999年12月5日、ポーデェーン・シッウィサヌ（Po-daeng Sith Vi-sanu）に5RTKO勝ちし、IWM世界ジュニアライト級王者になる。しかし、王座を奪取した後、目の負傷のため、アタチャイとの再戦を最後に引退した。全盛期での引退は相当に悔しかったらしく、タイで再起したいという気持ちもあったらしいが、最後のアタチャイ戦をビデオで振り返った結果、復帰を断念したことを雑誌のインタビューで明かしている。

### 引退後
2006年5月に東京・錦糸町にムエタイ＆キックボクシングジム「STRUGGLE（ストラッグル）」をオープン。STRUGGLEとは、「困難に向かう」「一生懸命になる」などの意味を持つ英語である。2006年7月現在、柔術クラスを週2回行っている。自らが指導した選手をアマチュア大会に積極的に出場させている。特に、2006年12月に行われたJ-NETWORK「J-FIGHT 13」のBリーグに5人の選手が出場し、全員が勝利を収めた。
2007年2月、新空手の大会に初めて選手を出場させている。鈴木はアマチュア時代、新空手で村浜武洋や山田隆博と激戦を繰り広げた（新空手第三回神奈川大会が有名）。2007年6月3日、M-1 MC主催の「M-1 FAIRTEX SINGHA BEER ムエタイチャレンジ 獲武-腕 物語 2007」に戦友アタチャイがメインイベンターとして7年ぶりに来日。鈴木も会場に駆けつけ、夢のツーショットが実現。
鈴木が育てた初のプロ選手として、2007年9月29日に開催された全日本キックボクシング連盟「Road to 70's」にて原岡武志がデビューし。前田憲作率いるチームドラゴンの輝龍と対戦し、引き分けに終わった。

## 人物
- K-1で活躍する佐藤嘉洋は名古屋JKファクトリージムの後輩にあたる。
- 柔術にも取り組んでいる。「STRUGGLE」には、柔術クラスもある。
- ブログをほとんど毎日更新している。ジムの様子が中心だが、食べ物の話題も非常に多い。
- 趣味はおもちゃ収集（特にソフビ）。

## 戦績
- プロキックボクシング: 27戦 18勝 9KO 6敗 3分

## 獲得タイトル
- アマチュアキックボクシング
  - 第5回全日本新空手道選手権大会 一般60kg以下の部 優勝
- プロキックボクシング
  - 第16代全日本キックボクシング連盟フェザー級王座（0度防衛）
  - 初代ニュージャパンキックボクシング連盟フェザー級王座（2度防衛）
  - 初代IWMジュニアライト級王座（0度防衛）

## 受賞歴
- 1994年度 全日本キックボクシング連盟 新人賞
- 1997年度 ニュージャパンキックボクシング連盟 敢闘賞
- 1997年度 ニュージャパンキックボクシング連盟 年間最高試合賞（対ソッド戦）
- 1998年度 ニュージャパンキックボクシング連盟 最優秀選手賞
- 1998年度 ニュージャパンキックボクシング連盟 年間最高試合賞（対アタチャイ戦）
- 1999年度 ニュージャパンキックボクシング連盟 最優秀選手賞